# 33154 Талент
33154 Талент (33154 Talent) — астероїд головного поясу, відкритий 22 лютого 1998 року.
Тіссеранів параметр щодо Юпітера — 3,353.